# Achradocera ealensis
Achradocera ealensis är en tvåvingeart som beskrevs av Octave Parent 1936. Achradocera ealensis ingår i släktet Achradocera och familjen styltflugor.
Artens utbredningsområde är Kongo. Inga underarter finns listade i Catalogue of Life.